# Neutralleiterstrom
Der Neutralleiterstrom ist ein Begriff aus der Elektrotechnik. Ein Drehstromanschluss in Niederspannungsnetzen besteht aus drei Außenleitern und dem Neutralleiter. Dieser Drehstromanschluss wird entweder direkt genutzt (z. B. für größere Verbraucher wie im Haushalt den Herd oder den Durchlauferhitzer), oder die Verbraucher werden auf die drei Außenleiter aufgeteilt. Diese versorgen dann mit je einem Außenleiter und dem Neutralleiter mit 230 V die einzelnen Verbraucher mit Wechselspannung.

Dreiphasenwechselspannung aus drei zeitlich versetzt schwingenden Sinus-Spannungen

Durch den Neutralleiter fließt der Summenstrom der drei Außenleiter zum Sternpunkt der lokalen Transformatorenstation. Die Summe ergibt sich aus den Augenblickswerten der jeweils um 120° im Phasenwinkel verschobenen Ströme. Bei symmetrischer Belastung der drei Außenleiter durch lineare Verbraucher (dies sind Verbraucher, welche keine Oberschwingungen im Strom erzeugen) ist der Betrag des Stromes im Neutralleiter null. Der Neutralleiter nimmt bei linearen Verbrauchern nur jenen Summenstrom auf, welcher durch ungleichmäßige Belastung der drei Außenleiter verursacht wird. Der Summenstrom kann mit rein ohmscher Belastung somit maximal den größten Einzelleiterstrom annehmen (und nicht etwa das Dreifache eines Einzelstroms). Der Neutralleiter kann daher in bestimmten Situationen im Leiterquerschnitt reduziert ausgeführt sein oder im Extremfall, wenn eine symmetrische Belastung der Außenleiter garantiert ist, sogar ganz weggelassen werden.

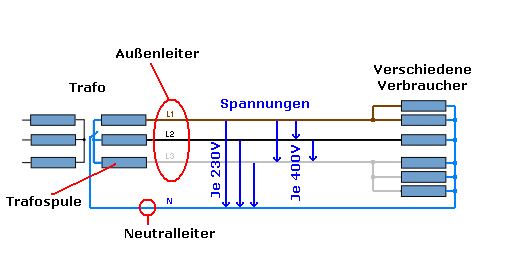
Dreiphasenwechselstrom

Das Bild zeigt links den Drehstromtrafo als Energiequelle und rechts die Sternschaltung als dreiphasigen Verbraucher. Der Strom durch den Neutralleiter ergibt sich bei harmonischem Verlauf aus der Summe der drei Außenleiterströme {\displaystyle i_{1,2,3}} und ist im symmetrischen Fall null:
{\displaystyle L1:\ i_{\mathrm {1} }(t)={\widehat {i_{\mathrm {1} }}}\cdot \cos(\omega t-\varphi _{i1})}
{\displaystyle L2:\ i_{\mathrm {2} }(t)={\widehat {i_{\mathrm {2} }}}\cdot \cos(\omega t-\varphi _{i2})}
{\displaystyle L3:\ i_{\mathrm {3} }(t)={\widehat {i_{\mathrm {3} }}}\cdot \cos(\omega t-\varphi _{i3})}

## Belastung des Neutralleiters
Heute gibt es viele Verbraucher mit elektronischen Elementen, wie z. B. Fernsehgeräte, Computer, Ladegeräte für diverse Kleingeräte, Leuchten mit elektronischen Vorschaltgeräten, elektronisch geregelte Antriebe usw., die überwiegend mit kapazitiv geglätteten Netzteilen ausgestattet sind. Die meisten dieser Netzteile arbeiten ohne Eingangstransformator oder Vorschaltinduktivität und bei kleineren Leistungen auch ohne Leistungsfaktor-Korrektur. Die Aufladung der Speicherkondensatoren erfolgt in einer sehr kurzen Zeit mit einem hohen Stromimpuls. Der dabei entstehende Stromverlauf weicht markant vom sinusförmigen Verlauf ab und erzeugt Oberschwingungen, die zu verzerrten, also von der reinen Sinusform abweichenden, Wechselströmen führen.
Oberschwingungen überlagern die Grundschwingung mit einem ganzzahligen Vielfachen der Grundschwingungsfrequenz. Im Drehstromsystem addieren sich die durch 3 teilbaren Harmonischen im Neutralleiter, anstatt sich auszulöschen. Hier sind vor allem die ungeradzahligen Oberschwingungen (3, 9, 15 …) relevant, da geradzahlige bei den meisten technischen Anwendungen selten vorkommen. Dies kann in Summe zu (unzulässig) hohen Strömen im Neutralleiter führen; in der Praxis werden Werte bis zum {\displaystyle {\sqrt {3}}}-fachen des Außenleiterstroms erreicht. Der theoretische Maximalwert liegt beim doppelten des Außenleiterstromes.
Bei der Auslegung von Neuanlagen sind die Regeln der Technik gemäß DIN VDE 0100-520:2003-06 Abschnitt 524 zu befolgen. Der Neutralleiter, soweit vorhanden, darf keinen kleineren Querschnitt als der Außenleiter haben (Ausnahmen und Bedingungen dafür siehe ebendiese VDE). Eine neue Ergänzung als DIN VDE 0100-520 Beiblatt 3:2012-10 trägt dem Umstand der Netzbelastung mit Oberschwingungen Rechnung und empfiehlt angepasste Werte für die Strombelastung von Kabeln und Leitungen in 3 Spalten für unterschiedlich hohe Anteile von Oberschwingungen am Außenleiterstrom für < 15 bis 30 %, > 33 bis 45 % und > 45 % (gerechnet mit 60 %).
Gemäß einer Empfehlung des ZVEI soll eine Analyse der vorgesehenen Verbraucher und deren Auswirkungen auch hinsichtlich der Oberschwingungen auf die Neutralleiterbelastung vorgenommen werden und die Dimensionierung der Kabel, Leitungen und Sammelschienensysteme soll unter Berücksichtigung der ermittelten Neutralleiterbelastung erfolgen.